# Leucopternis kuhli
La poiana dai sopraccigli (Leucopternis kuhli Bonaparte, 1850) è un uccello rapace della famiglia degli Accipitridi, diffuso in Sud America.

## Descrizione
È un rapace di piccola taglia, lungo 37–40 cm e con un'apertura alare di 65–76 cm.

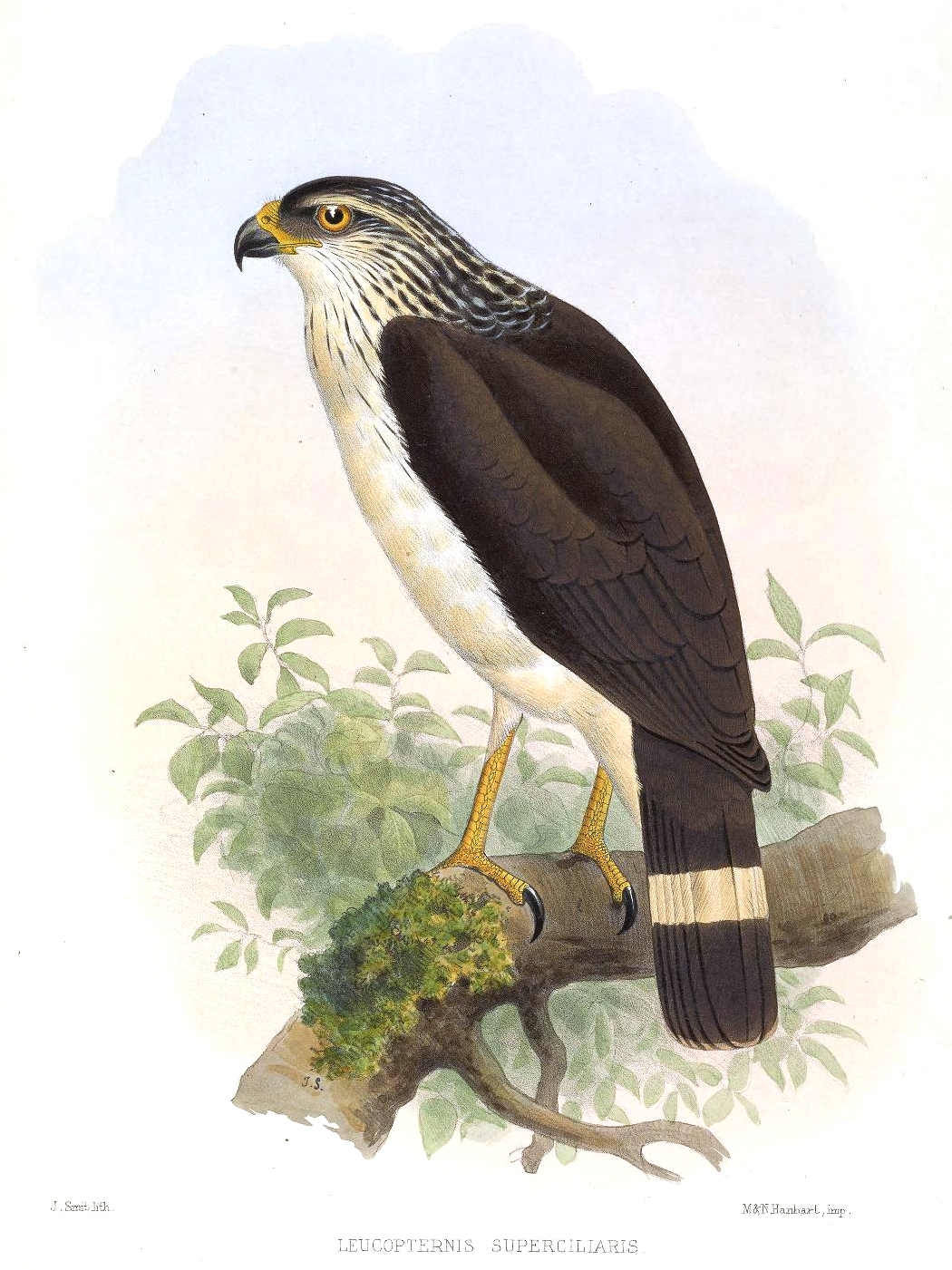

## Distribuzione e habitat
La specie è diffusa in Bolivia, Brasile e Perù.